# خط ۵ اگلینتون

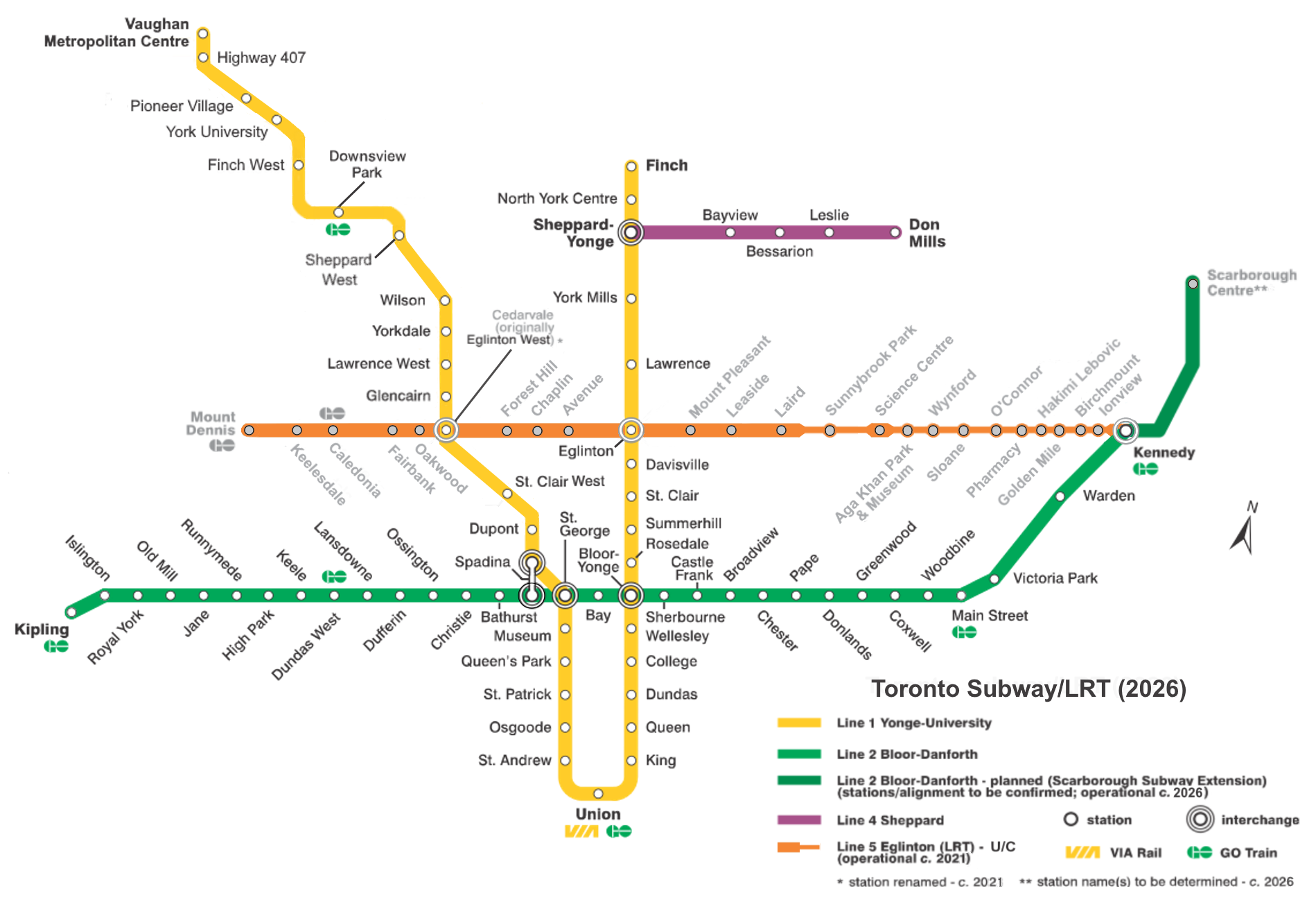
طرحی از خط ۵ اگلینتون که قرار است در سال ۲۰۲۶ میلادی تکمیل شود

خط ۵ اگلینتون (انگلیسی: Line 5 Eglinton) , یک قطار سبک شهری است که در تورنتو، انتاریو، کانادا در حال ساخت است. این خط که متعلق به مترولینکس است و توسط کمیسیون ترانزیت تورنتو (TTC) اداره می‌شود، به عنوان پنجمین مسیر بخشی از سیستم متروی تورنتو خواهد بود. فاز اول این خط ۱۹ کیلومتری (۱۲ مایلی) شامل ۲۵ توقف در امتداد خیابان اگلینتون است.